# Acridocephala densepunctata
Acridocephala densepunctata là một loài bọ cánh cứng trong họ Cerambycidae.